# 첸먼역
치엔먼역(前门站)은 베이징시 둥청 구에 있는 지하철 역이다. 둥청 구와 시청 구의 교차점에 위치하며, 베이징 지하철 2호선이 지나고, 역 번호는 208이다. 향후 8호선 3단계 연장과 함께 환승역이 될 예정이다. 역명은 지상에 있는 정양문(正陽門)의 통칭을 치엔먼(前門)이라고 한데서 유래되었다. 징한 철로(京漢鐵路)의 치엔먼 역(前門)을 포함하면 현재의 역은 2대째가 된다.

## 개요
평한철도(平漢鐵路)의 성내의 연장선으로 경봉철도(京奉铁路) 정양문역(正陽門站)과 문을 사이에 두고 서쪽은 한커우, 광저우 방면의 터미널로 오픈했다. 그 후 중일 전쟁에 의해 화북 교통에 편입되었다. 그 화북 교통은 정양문역에 터미널역을 통합했기 때문에, 장거리 열차의 발착이 없어져 버렸다. 전후에도 로컬역으로서 영업하고 있었지만, 북경 성내의 근대화를 위해 이 역도 폐지가 되어 버렸다. 역사 등도 모두 해체되어 당시의 역으로서의 기능은 없어져 버렸다.

## 역사

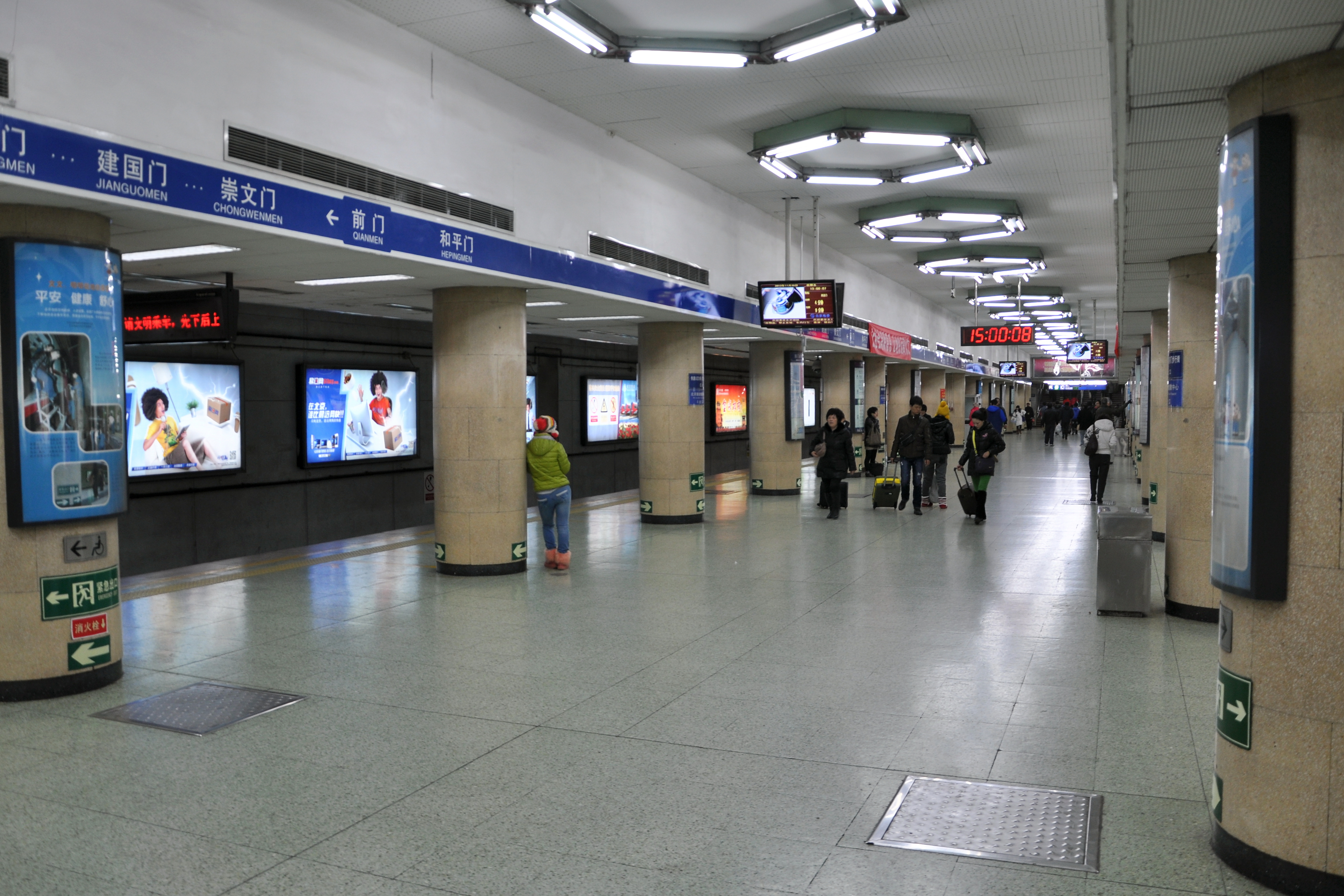
치엔먼 역

- 1901년 : 평한철로(平漢鐵路)가 당역까지 연장하여 개통.
- 1941년 : 전후, 장거리 열차의 발착을 정양문역(현 베이징 역)으로 변경.
- 1954년 : 경한철로(京漢鐵路) 장신점(長辛店) - 치엔먼(前門) 간 폐지.
- 1969년 10월 1일 : 지하철 역 개업 (공무원만 이용 가능)
- 1977년 : 일반 시민에게 개방
- 1980년 : 외국인에게 개방
- 2019년 : 8호선이 당역과 연결될 예정.

## 지하철
섬식 역사로 1면 2선의 지하철 역이다.
- 베이징 지하철 2호선 (순환선)
  - 허핑먼 역(和平門駅) → 치엔먼 역(208) → 충웬먼 역(崇文門駅)

### 역 구조
2호선 역은 정양문 성루와 전루 사이, 첸먼 서대가(前門西大街)와 첸먼 동대가(前門東大街)(동서 방향) 지하에 있다.
| 지면층   | 출구                            | A—C출구                                     |
| 지하 1층 | 대합실                          | 매표소, 티켓 자동판매기, 이카통(一卡通)충전 |
| 지하 2층 | 북 승강장                       | ← ■ 2호선 내선순환 방면 (화핑먼 역)         |
| 지하 2층 | 섬식 승강잔, 왼쪽 출입문이 열림 |                                             |
| 지하 2층 | 남 승강장                       | ■ 2호선 외선순환 방면 (충웬먼 역) →         |

### 출구
첸먼 역은 4개의 출구가 존재한다.: A(동북), B(동남), C(서남), D(서북). 이중 C출구에는 “此口不通广场”란 글귀가 쓰려있다. D출구는 여러해 동안 폐쇄되었다.
| 출구 번호                                                         | 출구 인근                                                                  |
| ----------------------------------------------------------------- | -------------------------------------------------------------------------- |
| 出口 · A                                                          | 톈안먼 광장                                                                |
| 出口 · B                                                          | 정양문, 첸먼 보행자 거리, 베이징 도시 계획 전시관, 중국철도박물관 정양문관 |
| 出口 · C                                                          | 다쓰란(大栅栏) 상업 거리, 노사차관(老舍茶馆)                               |
| 아이콘 설명: 시각 장애인 안내 경로 \| 엘리베이터 \| 휠체어 리프트 |                                                                            |

## 역주변
- 정양문
- 톈안먼 광장
- 인민대회당
- 중국국가박물관
- 첸먼 대가 (베이징 시내 유수의 번화가)
- 전취덕 (베이징덕 전문 요리점)

## 같이 보기
- 베이징 지하철